# Anatoli Ignatjewitsch Pristawkin

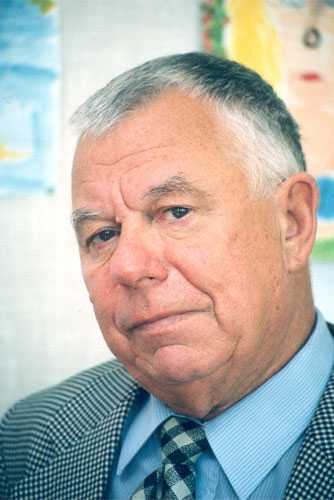
Anatoli Pristawkin

Anatoli Ignatjewitsch Pristawkin (russisch Анатолий Игнатьевич Приставкин, wiss. Transliteration Anatolij Ignat'evič Pristavkin; * 17. Oktober 1931 in Ljuberzy; † 11. Juli 2008 in Moskau) war ein russischer Schriftsteller. Von 1992 bis 2001 war er Vorsitzender der Begnadigungskommission des russischen Präsidenten, von 2001 bis zu seinem Tod war er Präsidentenberater für Begnadigungsfragen.

## Leben

### Jugend und Ausbildung
Pristawkin wurde als Kind einer Arbeiterfamilie geboren. Seine Mutter starb 1940 an Tuberkulose, der Vater ging als Offizier an die Front. Als Halbwaise wuchs Pristawkin in verschiedenen Waisenhäusern und Kinderbewahranstalten auf. Er lebte mit Hunger, Straßenkinder-Banden, Müllkippen und Schwarzmärkten.
Mit 14 Jahren riss er aus einem Waisenhaus aus und schlug sich danach als Arbeiter in einer Konservenfabrik und Hilfskraft auf einem Flughafen durch. Er machte eine Berufsausbildung als Flugzeugtechniker und arbeitete als Elektriker und Funker. 1959 schloss er ein Studium am Maxim-Gorki-Literaturinstitut in Moskau ab und veröffentlichte erste Erzählungen. Er wurde Betonbauer auf der Kraftwerksbaustelle Bratsk in Sibirien, schrieb als Korrespondent für die Wochenzeitung Literaturnaja gaseta. In den 1970er Jahren ging er zurück nach Moskau.

### Schriftsteller
Erste Gedichte veröffentlichte Pristawkin unmittelbar nach dem Krieg in Zeitungen. 1959 wurde die Erzählung Aufzeichnungen meines Zeitgenossen gedruckt, 1960 folgte Das Land Lepija, 1964 Die Lagerfeuer der Taiga und 1967 der Roman Golubka. 1970 entstand die Militärerzählung Soldat i maltschik (russ. Солдат и мальчик, dt. Der Soldat und der Junge). Seit 1981 lehrte er als Professor am Maxim-Gorki-Institut Prosa und Literatur, er wurde dort Dekan.
1982 verarbeitete er erstmals seine traumatischen Kindheitserlebnisse im Kaukasus in dem Roman Schlief ein goldnes Wölkchen, (russ. Ночевала тучка золотая, Transliteration: Notschewala tutschka solotaja). Weil er verbotene historische Wahrheiten enthielt, konnte er erst 1987 während der Perestroika in Russland veröffentlicht werden. Er wurde zum Bestseller, in alle europäischen Sprachen übersetzt und von Sulambek Mamilov unter dem Titel Nochevala tuchka zolotaya... (Children of Storm)  verfilmt. Der Roman erhielt 1988 einen Staatspreis und wurde zur Pflichtlektüre an russischen Schulen.
1989 folgte der Roman Wir Kuckuckskinder (russ. Кукушата, или жалобная песнь для успокоения сердца, Transliteration: Kukuschata, ili schalobnaja pesn dlja uspokojenija serdza). Pristawkin schilderte darin das Leben verwaister Kinder von Opfern des Großen Terrors in der Stalinära. Auch dieses Buch wurde zum Bestseller. Seine Erzählungen Rjasanka (1991) und Radiostanzija Tamara (1994) konnten allerdings an die vorhergehenden Erfolge nicht anknüpfen.
Pristawkin gehörte dem sowjetischen Schriftstellerverband seit 1961 an, wurde Ende der 1980er-Jahre Vorsitzender der Fraktion Aprel (dt. April), die sich für Demokratie und Glasnost einsetzte. Er war Geschäftsführer des russischen Schriftstellerverbandes und Vorstandsmitglied des russischen P.E.N.-Zentrums.

### Oppositioneller
Pristawkin war mit dem Germanisten und Dissidenten Lew Kopelew befreundet, schrieb ihm heimlich Briefe ins Kölner Exil. Am 4. November 1989 nahm er auf dem Berliner Alexanderplatz an der Großdemonstration gegen das DDR-Regime teil.
1991 unterstützte er die lettische Unabhängigkeitsbewegung, stand in Riga auf den Barrikaden, appellierte im regionalen Fernsehen an die sowjetischen Soldaten, nicht auf Zivilisten zu schießen. Seine Erlebnisse schilderte er in dem 1992 in Riga erschienenen Band Tichaja Baltija. Latyšckij dnevnik (dt. Stilles Baltikum. Lettisches Tagebuch).
1995 und 1996 reiste er nach Tschetschenien, wurde Zeuge von Übergriffen gegen Zivilisten und kritisierte in den Medien die Tschetschenienpolitik Russlands.

### Politiker
1992 wurde er auf Vorschlag des Menschenrechtlers Sergei Kowaljow von Boris Jelzin zum Vorsitzenden der Begnadigungskommission des russischen Präsidenten berufen. Er besetzte das bald Pristawkin-Kommission genannte Gremium mit ausgewiesenen Dissidenten, unter ihnen der Chansonnier Bulat Okudschawa sowie die Schriftsteller Ales Adamowitsch und Lew Rasgon. Die Kommission rettete knapp 1.200 nach altem sowjetischen Recht zum Tode verurteilten Gefangenen das Leben und milderte in über 57.000 Fällen unverhältnismäßige hohe Freiheitsstrafen.
1999 bestätigte Präsident Jelzin die Umwandlung der letzten Todesurteile in Freiheitsstrafen. 2001 löste sein Nachfolger Wladimir Putin die Kommission auf. Pristawkin wurde Präsidentenberater für Begnadigungen, richtete regionale Kommissionen in den Provinzen ein. In seinem Buch Dolina smertnoi teni (russ. Долина смертной тени, dt. Ich flehe um Hinrichtung) zog er 2002 ein Resümee seiner Tätigkeit und kritisierte scharf das überkommene russische Justizsystem.
Die literarische und politische Bedeutung Pristawkins ist in Deutschland kaum bekannt. Pristawkin hat in ganz maßgeblicher Weise mit der damaligen zentralen Gnadenkommission faktisch dafür gesorgt, dass Todesstrafen in Russland nicht mehr vollstreckt werden – abgeschafft ist die Todesstrafe dort allerdings bis heute immer noch nicht, obwohl dies eigentlich die Voraussetzung für die in den 90er Jahren erfolgte Aufnahme Russlands in den Europarat gewesen wäre.
Die Abschaffung der zentralen Gnadenkommission 2001 durch Präsident Putin hat Pristawkin dennoch nicht entmutigt. In seiner an sich machtlosen neuen Funktion als Berater Putins in Gnadenfragen hat er sich durch Gewinnung zahlreicher bedeutender Persönlichkeiten für die neuen regionalen Gnadenkommissionen verdient gemacht. Ärzte, Professoren, Schriftsteller, pensionierte Staatsanwälte und andere hat er für diese belastende Arbeit gewonnen und in zahlreichen Seminaren in verschiedenen Regionen Russlands und in Deutschland, die dank der Unterstützung der Deutschen Stiftung für internationale rechtliche Zusammenarbeit (IRZ) und des Europarates bis in das Jahr 2008 durchgeführt werden konnten, mit deutschen und europäischen rechtsstaatlichen Standards vertraut gemacht. Dabei ging es ihm zugleich um die Stärkung einer neuen Zivilgesellschaft in Russland.
Allerdings ist diese Arbeit gefährdet. Die Regionalisierung der Gnadenkommissionen, die nur Empfehlungen aussprechen können, hat nicht auch zu einer Regionalisierung der Entscheidungskompetenz in Gnadenfragen geführt. Die Entscheidungen trifft weiter der russische Präsident, was auf dem letzten Seminar im Juni 2008 in Kasan von russischen Vertretern heftig kritisiert worden ist. An diesem Seminar konnte Pristawkin aufgrund seiner Krankheit schon nicht mehr teilnehmen.

## Rezeption in Deutschland
Pristawkin wurde zuerst in der DDR verlegt. 1975 erschienen dort die Aufzeichnungen meines Zeitgenossen, 1981 Der Soldat und der Junge. Lew Kopelew stellte Pristawkin 1988 westdeutschen Verlagen vor. Schlief ein goldnes Wölkchen wurde auf Deutsch zuerst im Westen Deutschlands gedruckt. Ein Jahr später erschien der Roman in der DDR, kam als Theaterstück auf DDR-Bühnen. Wir Kuckuckskinder und Der Soldat und der Junge wurden 1990 in Berlin gedruckt.
Die Kuckuckskinder wurden 1991 mit dem Deutschen Jugendbuchpreis ausgezeichnet. 1996 bekam Pristawkin ein Arbeitsstipendium für die Berliner Literaturwerkstatt und 2001 ein Stipendium der Stiftung Preußische Seehandlung für einen Aufenthalt am Literarischen Colloquium in Berlin. Am Wannsee schloss er die Arbeiten an seinem Buch Ich flehe um Hinrichtung ab.
2002 wurde er in Stuttgart mit dem Alexander-Men-Preis für den kulturellen Austausch zwischen Russland und Deutschland geehrt.
Pristawkin war verheiratet, hatte drei Kinder und vier Enkel.

## Werke
- Aufzeichnungen meines Zeitgenossen. Moskau: Verlag Progress, 1975
- Der Soldat und der Junge. Berlin: Militärverlag, 1981
- Über Nacht eine goldene Wolke. Knaus, München, 1988, ISBN 3-8135-3693-9
- Schlief ein goldnes Wölkchen. Berlin: Volk & Welt, 1989, ISBN 3-353-00512-9
- April: Sowjetische Autoren über die Perestrojka. München: Bertelsmann, 1989, ISBN 3-570-09665-3
- Der Soldat und der Junge. Gütersloh: C. Bertelsmann-Verlag, 1990, ISBN 3-570-00539-9
- Wir Kuckuckskinder. Berlin: Volk & Welt, 1990, ISBN 3-353-00765-2
- Stilles Baltikum. Berlin: Volk & Welt, 1992, ISBN 3-353-00878-0
- Ich flehe um Hinrichtung. Die Begnadigungskommission des russischen Präsidenten. Luchterhand Literaturverlag, 2003, ISBN 3-630-88007-X
- Ein Waggon geht auf Reisen. Zürich: Offizin, 2012, ISBN 978-3-907496-68-8